# Meilhaud
Meilhaud ist eine französische Gemeinde mit 495 Einwohnern (Stand: 1. Januar 2022) im Département Puy-de-Dôme in der Region Auvergne-Rhône-Alpes (vor 2016 Auvergne). Sie gehört zum Arrondissement Issoire und zum Kanton Issoire. 

## Geographie
Meilhaud liegt etwa 25 Kilometer südsüdöstlich von Clermont-Ferrand. Umgeben wird Meilhaud von den Nachbargemeinden Pardines im Norden und Nordosten, Perrier im Osten, Solignat im Süden, Vodable im Süden und Südwesten, Tourzel-Ronzières im Südwesten sowie Les Deux-Rives im Westen und Nordwesten.

## Bevölkerungsentwicklung
| Jahr                       | 1962 | 1968 | 1975 | 1982 | 1990 | 1999 | 2006 | 2013 |
| Einwohner                  | 255  | 285  | 283  | 327  | 323  | 380  | 507  | 544  |
| Quellen: Cassini und INSEE |      |      |      |      |      |      |      |      |

## Sehenswürdigkeiten

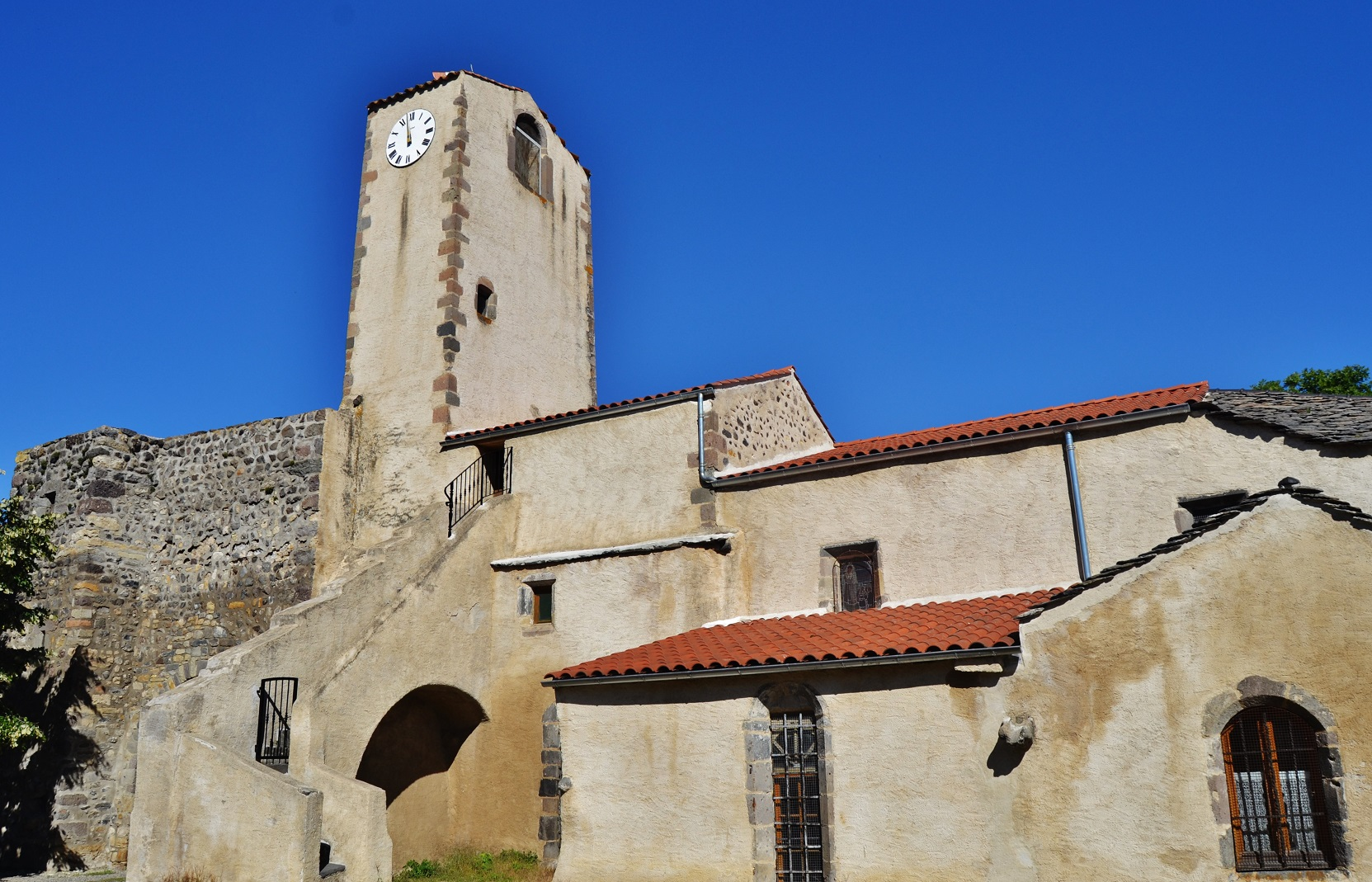
Kirche von Meilhaud

- Kirche aus dem 15. Jahrhundert
- Reste des Schlosses Meilhaud

## Persönlichkeiten
- Paul Girot de Langlade (* 1946), Präfekt von Guadeloupe (2004–2006)